# (35036) 1981 EC30
(35036) 1981 EC30 es un asteroide perteneciente al cinturón de asteroides, descubierto el 2 de marzo de 1981 por Schelte John Bus desde el Observatorio de Siding Spring, Nueva Gales del Sur, Australia.

## Designación y nombre
Designado provisionalmente como 1981 EC30.

## Características orbitales
1981 EC30 está situado a una distancia media del Sol de 3,065 ua, pudiendo alejarse hasta 3,113 ua y acercarse hasta 3,016 ua. Su excentricidad es 0,015 y la inclinación orbital 18,52 grados. Emplea 1960,06 días en completar una órbita alrededor del Sol.

## Características físicas
La magnitud absoluta de 1981 EC30 es 14,3. 